# طواف إيطاليا 1933
طواف إيطاليا 1933 هو سباق دراجات هوائية أقيم في إيطاليا بتاريخ 6 – 28 مايو، تكون السباق من 17 مرحلة وامتدّ لمسافة 3343 كم بسرعة 30.04 كم/س، استغرق السباق 111 ساعة 01 دقيقة 52 ثانية. فاز به الإيطالي ألفريدو بيندا.

## الترتيب
| م                     | الدرّاج        | البلد   | الزمن                      |
| --------------------- | ------------- | ------- | -------------------------- |
| الفائز بالترتيب العام | ألفريدو بيندا | إيطاليا | 111 ساعة 01 دقيقة 52 ثانية |
| التسلق                | ألفريدو بيندا | إيطاليا | -                          |
| الفريق                | لنيانو        |         | -                          |